# Uvalde (Texas)
Uvalde település az Amerikai Egyesült Államok Texas államában, Uvalde megyében, melynek megyeszékhelye is. Lakosainak száma 15 217 fő (2020. április 1.).

## Története
A települést 1853-ban alapították, Encina néven. 1856-ban, amikor a megyét létrehozták, a várost Juan de Ugalde spanyol kormányzó után helytelenül Uvaldenak nevezték el, és a megyeszékhelynek tették meg.
2022. május 24-én tömeggyilkosságra került sor a város egyik általános iskolájában.

## Népesség
A település népességének változása:

## Galéria

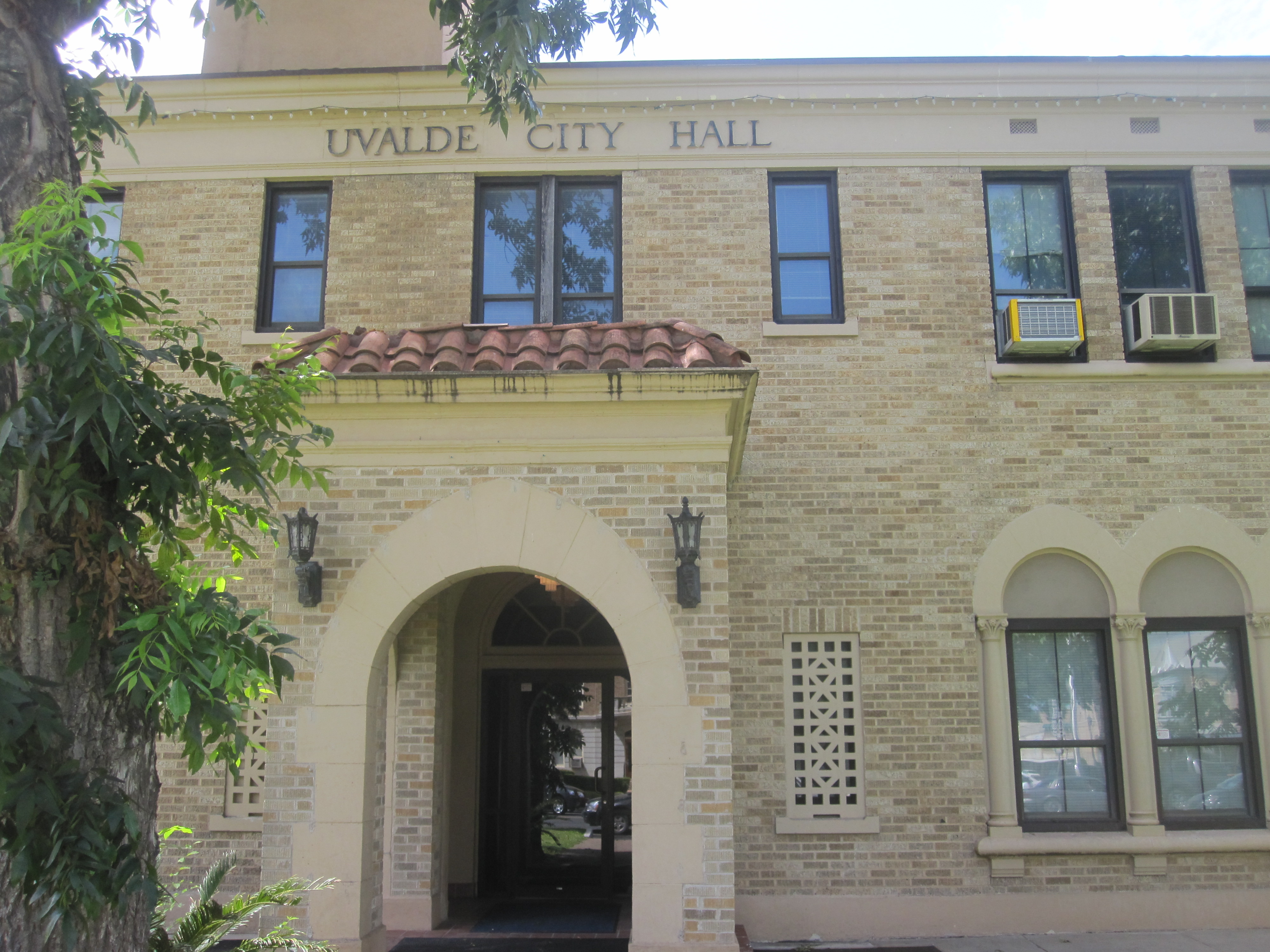
Városháza
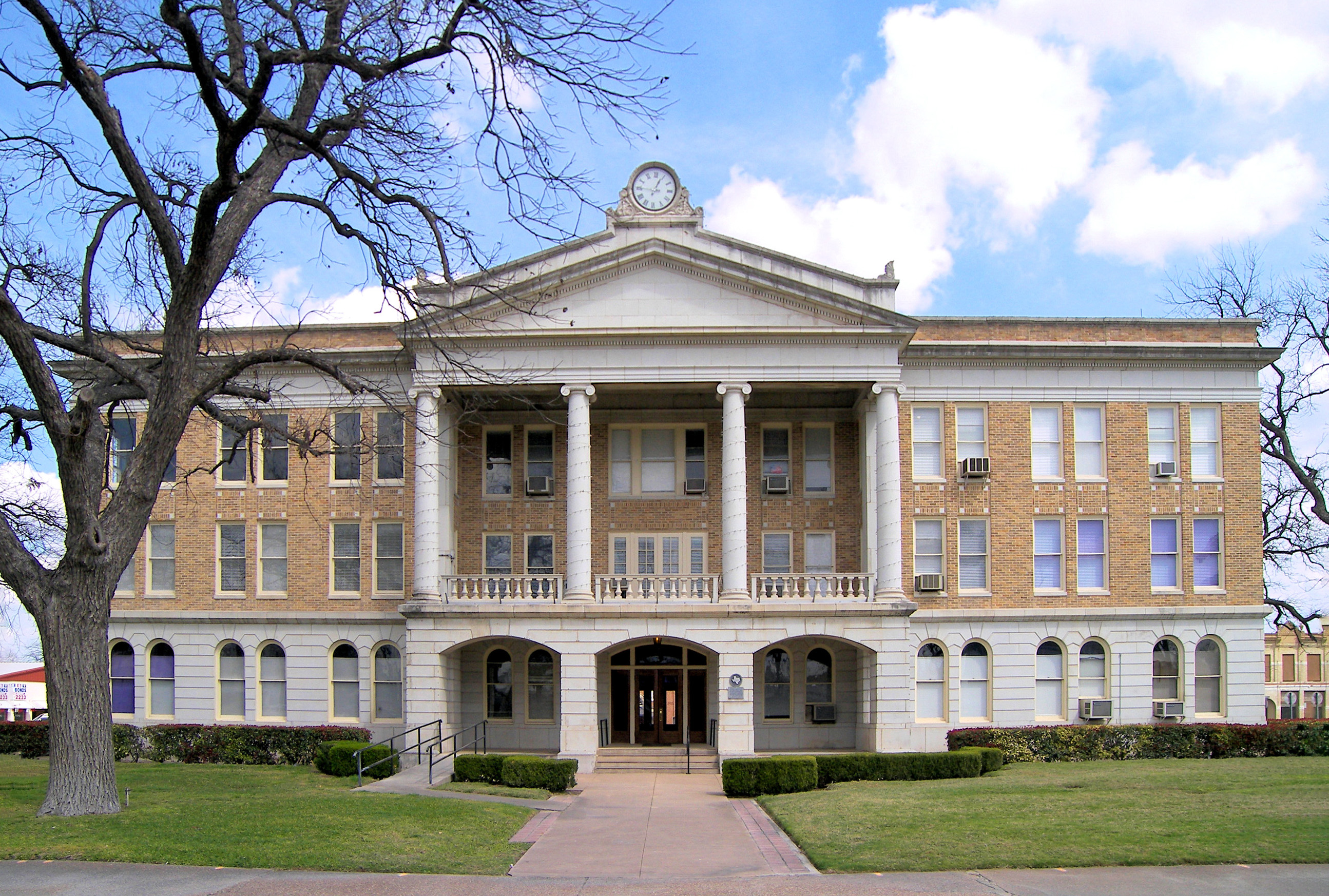
A megyei bíróság épülete, amely a városban található
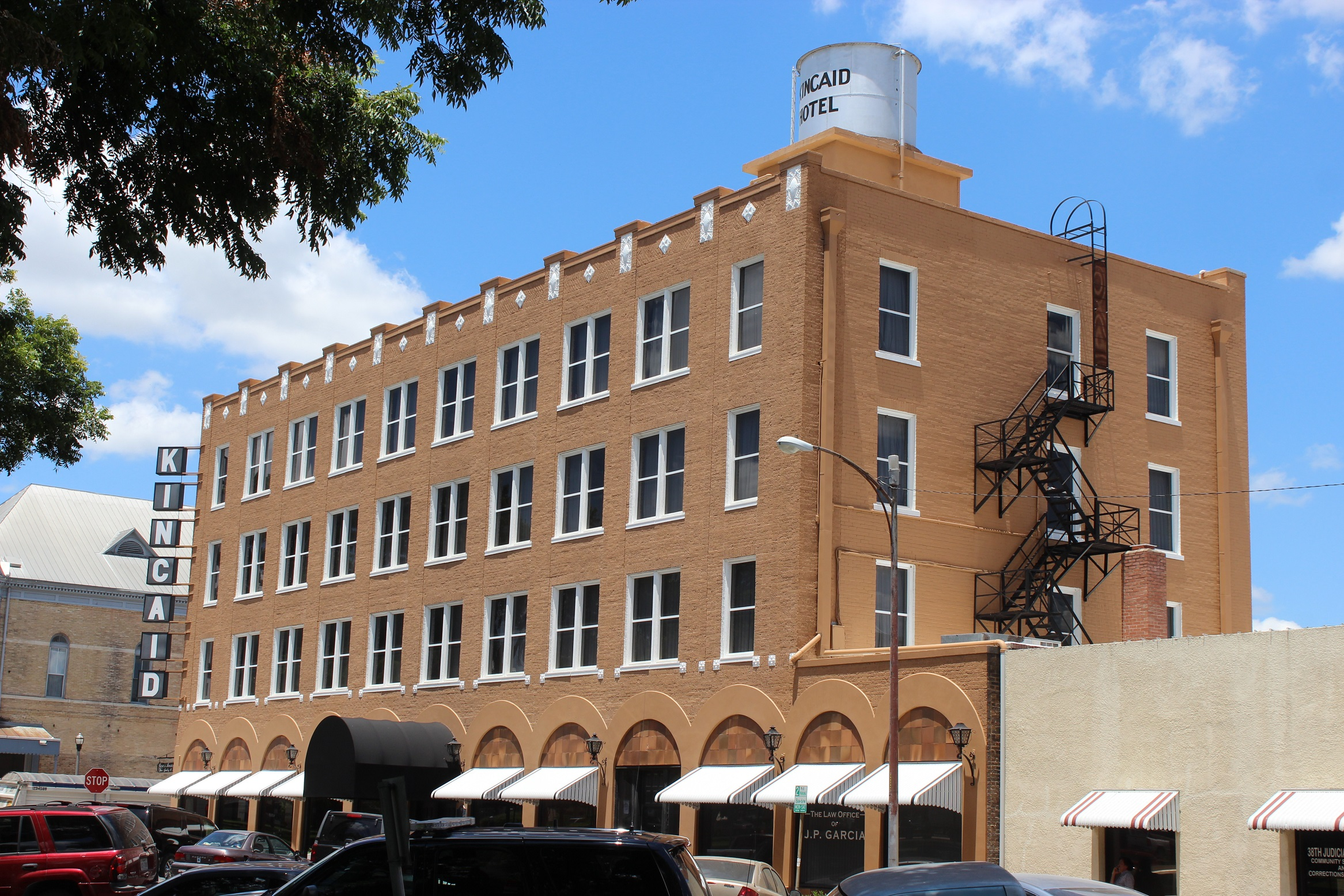
A négyemeletes Kincaid Hotel